# Список акронімів української мови (Д)
Список акронімів української мови, які починаються з літери «Д»:
- ДАБІ — Державна архітектурно-будівельна інспекція України
- ДАБТ — Державний академічний Большой театр Росії
- ДАІ — Державна автомобільна інспекція
- ДАКАР — Діалоговий автоматизований комплекс аналізу режимів
- ДАП — Двонаправлена асоціативна пам'ять
- ДАСУ — Державна авіаційна служба України
- ДБ — Децибел
- ДБЖ — Джерело безперебійного живлення
- ДБН — Державні будівельні норми
- ДБР — Державне бюро розслідувань
- ДВЗ — Двигун внутрішнього згоряння
- ДВК — Дільнична виборча комісія
- ДВП — Деревноволокниста плита
- ДВРЗ («Дарницький вагоноремонтний завод») — місцевість в Дніпровському районі Києва
- ДВС — Державна виконавча служба України
- ДГО — Дитячі громадські організації
- ДГСУ — Державна геологічна служба України
- ДДЗ — Дніпровсько-Донецька западина
- ДДІВ — Державний департамент інтелектуальної власності
- ДДК — Двійково-десятковий код
- ДДНФ — Досконала диз'юнктивна нормальна форма
- ДДТ — Дихлордифенілтрихлорметилмет
- ДЕПК — Діетилпірокарбонат
- ДЕСТ — Державний стандарт
- ДЗЗ — Дистанційне зондування Землі
- ДЗНД СБУ — Департамент захисту національної державності СБУ
- ДЗОТ — Дерево-земляна оборонна точка
- ДК — Дихальний коефіцієнт
- ДК — Дунайська комісія
- ДКАУ — Державне космічне агентство України
- ДКБ — Дослідно-конструкторське бюро
- ДКНС — Державний комітет з надзвичайного стану
- ДКНФ — Досконала кон'юнктивна нормальна форма
- ДКО — Державний комітет оборони
- ДКО — Державні короткострокові обліґації
- ДКПП — Державний класифікатор продукції та послуг
- ДКРР — Донецько-Криворізька Радянська Республіка
- ДКСУ — Державна казначейська служба України
- ДКЦПФР — Національна комісія з цінних паперів та фондового ринку
- ДКЧП — Довга короткочасна пам'ять
- ДЛФО («Дерягін, Ландау, Фервей, Овербек») — Фізична теорія стійкості ліофобних колоїдів
- ДМБ — Демобілізація
- ДМС — Державна міграційна служба України
- ДМСО — Диметилсульфоксид
- ДМФА — Диметилформамід
- ДНЗ — Дитячий навчальний заклад
- ДНК — Дезоксирибонуклеїнова кислота
- ДНР — «Донецька народна республіка», терористична організація
- ДНУ — Дніпровський національний університет імені Олеся Гончара
- ДНФ — Диз'юнктивна нормальна форма
- ДНЯЗ — Договір про нерозповсюдження ядерної зброї
- ДОВЦА — Донецька обласна військово-цивільна адміністрація
- ДОДА — Дніпропетровська обласна державна адміністрація
- ДОНДО — Державою організовані недержавні організації
- ДонНТУ — Донецький національний технічний університет
- ДонНТУ — Донецький національний технічний університет
- ДонНУ — Донецький національний університет імені Василя Стуса
- ДОС — Дискова операційна система
- ДОТ — Довготривала оборонна точка
- ДП — Державне підприємство
- ДПА — Державна підсумкова атестація
- ДПМ — Державний природознавчий музей НАН України
- ДПС — Дорожньо-патрульна служба
- ДПС — Державна пенітенціарна служба України
- ДПС — Державна податкова служба України
- ДПС — Долонно-підошовний синдром
- ДПСУ — Державна прикордонна служба України
- ДПУ — Державне політичне управління
- ДПЮ — Допризовна підготовка юнаків
- ДРА — Демократична Республіка Афганістан
- ДРВ — Демократична Республіка В'єтнам
- ДРГ — Диверсійно-розвідувальна група
- ДРК — Демократична Республіка Конго
- ДРС — Державна регуляторна служба України
- ДРФО — Державний реєстр фізичних осіб — платників податків
- ДСА — Державна судова адміністрація України
- ДСА — Детермінований скінченний автомат
- ДСБТ — Державна служба України з безпеки на транспорті
- ДСВ — Друга світова війна
- ДСІВ — Державна служба інтелектуальної власності України
- ДСКН — Державна служба України з контролю за наркотиками
- ДСНС — Державна служба України з надзвичайних ситуацій
- ДСО — Державна служба охорони
- ДСП — Деревинно-стружкова плита
- ДССЗЗІ — Державна служба спеціального зв'язку та захисту інформації України
- ДССТ — Державна спеціальна служба транспорту
- ДСТУ — Державні стандарти України
- ДСУ — Допоміжна силова установка
- ДТЛ — Діодно-транзисторна логіка
- ДТП — Дорожньо-транспортна пригода
- ДТСААФ — Добровільне товариство сприяння армії авіації і флоту
- ДУК ПС — Добровольчий український корпус «Правий сектор»
- ДФС — Державна фіскальна служба України
- ДФУ — Державна фармакопея України
- ДЦП — Дитячий церебральний параліч
- ДчП — Дочірнє підприємство
- ДШВ ЗСУ — Десантно-штурмові війська Збройних сил України
- ДЮСШ — Дитячо-юнацька спортивна школа
- ДЮФЛ — Дитячо-юнацька футбольна ліга України